# Soul Song (Grey Daze)
Soul Song è un singolo del gruppo musicale statunitense Grey Daze, pubblicato il 15 maggio 2020 come quarto estratto dal primo album di remix Amends.

## Descrizione
Si tratta di una ballata rock alternativo caratterizzata da elementi elettronici nelle strofe e chitarre grunge nel ritornello. Il brano è inoltre caratterizzato dalla partecipazione vocale di Jaime Bennington, figlio del frontman Chester Bennington, una collaborazione ritenuta fondamentale dai Grey Daze:
(Sean Dowdell)
Una prima versione del brano venne originariamente registrata nel corso del 1997, apparendo nel secondo album ...No Sun Today.

## Video musicale
Il video, reso disponibile nel medesimo giorno del singolo, è stato diretto da Jaime Bennington, che ne è anche il protagonista. Lo stesso regista ha spiegato che esso riguarda le vie in cui gli esseri umani arrivano all'illuminazione, alla conoscenza e ai molti modi in cui ci allontaniamo da essa, aggiungendo inoltre che «parla della mia connessione spirituale con l'aldilà e delle mie esperienze letterali con la presenza sfuggente e, a volte, incomprensibile di mio padre dopo la morte».

## Tracce
Testi di Chester Bennington e Sean Dowdell, musiche di Chester Bennington, Sean Dowdell, Mace Beyers e Bobby Benish.
1. Soul Song – 4:06

## Formazione
Gruppo
- Chester Bennington – voce
- Sean Dowdell – batteria, cori
- Mace Beyers – basso
- Cristin Davis – chitarra

Altri musicisti
- Chris Traynor – chitarra aggiuntiva
- Jean-Yves D'Angelo – pianoforte aggiuntivo
- Jaime Bennington – cori aggiuntivi
- Heidi Gadd – strumenti ad arco aggiuntivi

Produzione
- Esjay Jones – produzione
- Lucas D'Angelo – produzione
- Grey Daze – coproduzione
- Jay Baumgardner – produzione esecutiva, missaggio
- Kyle Hoffman – registrazione
- Adam Schoeller – assistenza alla registrazione
- Andrea Roberts – assistenza al missaggio
- Ted Jensen – mastering

## Date di pubblicazione
| Paese  | Data di pubblicazione | Formato           |
| ------ | --------------------- | ----------------- |
| Mondo  | 15 maggio 2020        | Download digitale |
| Italia | 18 maggio 2020        | Airplay           |